# مجلس اعتماد إعداد المعلم
مجلس اعتماد إعداد المعلم (بالإنجليزية: Council for the Accreditation of Educator Preparation) (CAEP) هو جهة اعتماد مهنية تركز على اعتماد برامج تعليم المعلمين في الكليات والجامعات الأمريكية. تأسست في عام 2013 نتيجة اندماج منظمتين سابقتين، مجلس اعتماد تعليم المعلمين (TEAC) والمجلس الوطني لاعتماد تعليم المعلمين (NCATE). اعترف بـCAEP باعتباره جهة اعتماد من قبل وزارة التعليم الأمريكية. وهي وكالة الاعتماد الوحيدة لإعداد المعلمين المعترف بها وطنيا من قبل مجلس اعتماد التعليم العالي.
وفقًا لبيان المهمة، "تعزز CAEP الإنصاف والتميز في إعداد المعلم من خلال الاعتماد القائم على الأدلة الذي يضمن الجودة ويدعم التحسين المستمر لتقوية تعلم طلاب P-12."‏

## وصلات خارجية
- الموقع الرسمي. (بالإنجليزية)